# Narciso Donzelli
Narciso Donzelli (Treviso, 21 marzo 1932 – Treviso, 21 dicembre 1996) è stato un calciatore italiano, di ruolo difensore.

## Carriera
Difensore arcigno ma dotato di buona tecnica, debutta in Serie B con il Treviso nella stagione 1953-1954, disputando due campionati cadetti per un totale di 59 presenze.
Nel 1955 passa al Verona, dove disputa altre 38 gare nell'arco di due stagioni in Serie B, compreso il vittorioso campionato 1956-1957, al termine del quale gli scaligeri ottengono la prima storica promozione in massima serie.

## Palmarès

### Club

#### Competizioni nazionali
- Serie B: 1

Verona: 1956-1957